# Тамаш Бодог
Тамаш Бодог (мађ. Bódog Tamás; Дунаујварош, Мађарска, 27. септембар 1970) је мађарски бивши фудбалер, углавном са одбрамбеним задацима.
Од 1998. до 2000. био је код SSV Ulm 1846. Од 2000. игра за FSV Mainz 05. До јула 2005. је апсолвирао и 5 игара као репрезентативац Мађарске. До сада у бундеслиги је у сезони 2005/2006. одиграо 35 игара и постигао 3 гола.